# Taber Hill

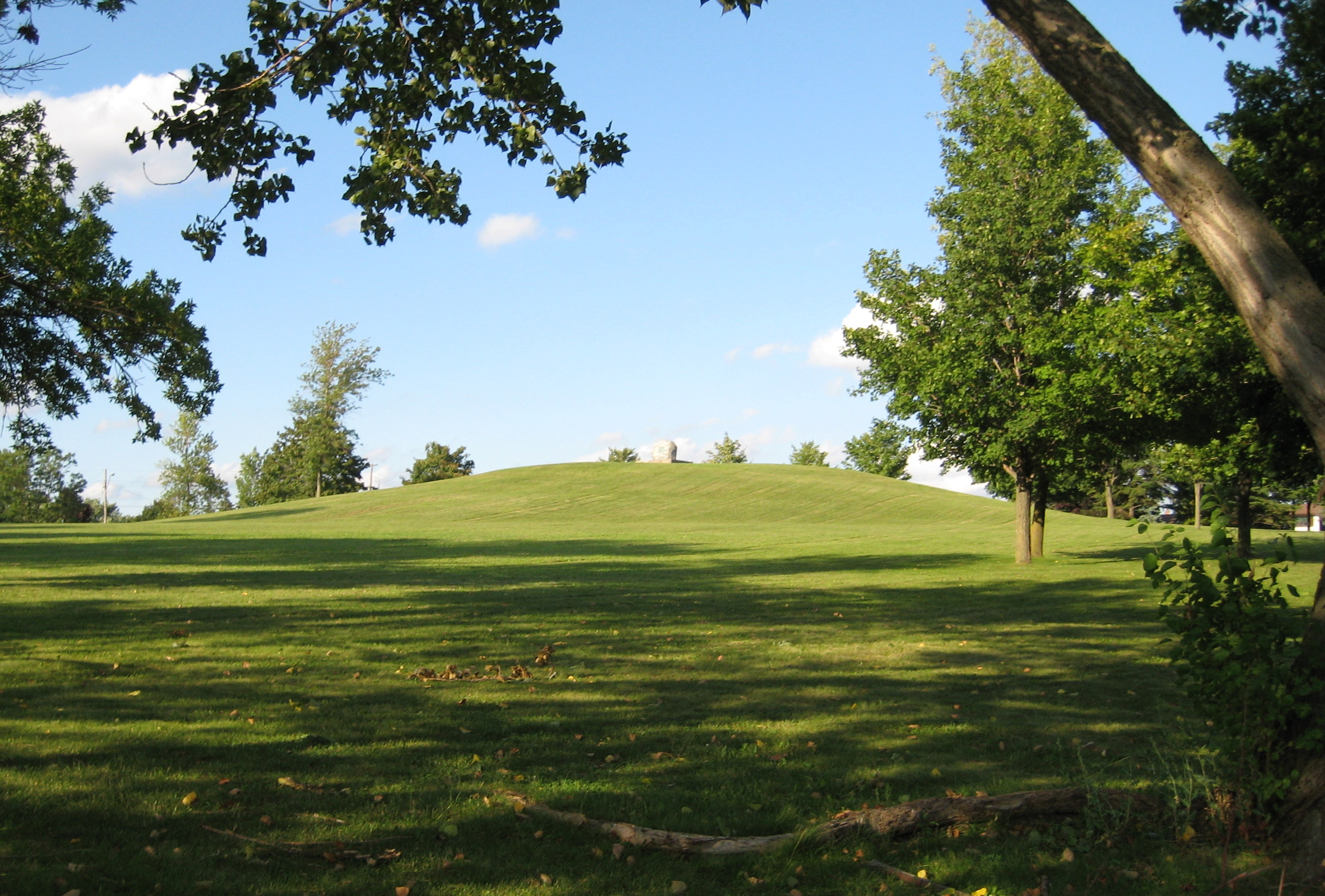
Der Taber-Hügel in Toronto

Taber Hill oder Tabor Hill ist ein etwa 20 m hoher irokesischer Begräbnishügel oder Mound in der kanadischen Stadt Toronto. Er befindet sich nördlich der Lawrence Avenue East bei der Bellamy Road North in Scarborough und ragt 53 m über den Ontariosee.
Die Stätte wird den Wyandot oder Huronen zugeschrieben.

## Ausgrabung

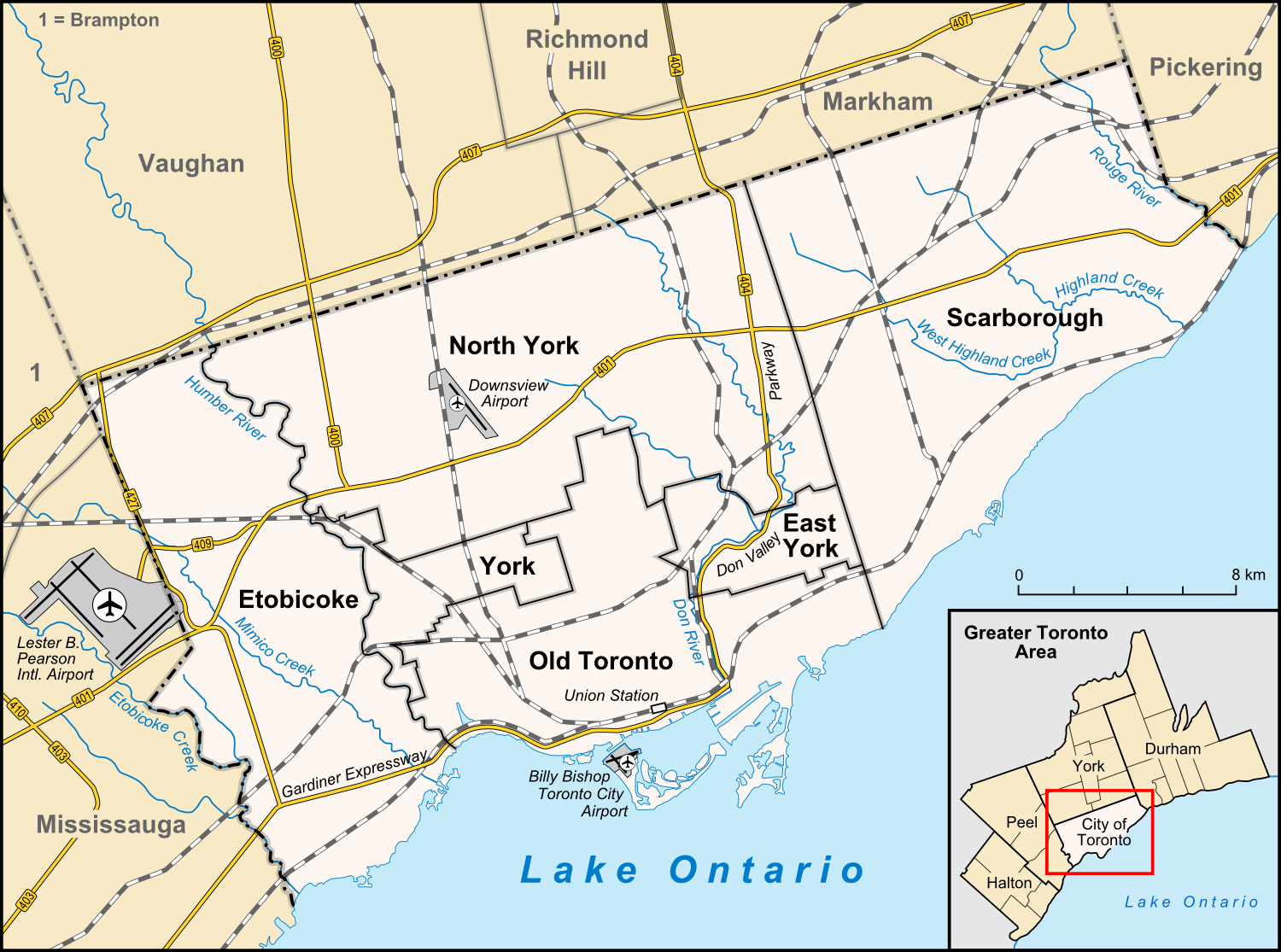
Überblickskarte Toronto

Am 17. August 1956, als der Hügel zum Abtragen vorbereitet war, indem man die Bäume und Büsche entfernt hatte, wurden die Arbeiten gestoppt. Der Boden sollte zum Bau des Highway 401 dienen, auf der eingeebneten Fläche sollte der Bau eines neuen Stadtteils erfolgen.
Dabei stießen Arbeiter nach rund 30 m auf eine umfangreiche Ansammlung menschlicher Knochen. Sie befanden sich auf einer Fläche von mehr als 17 m Länge und über 2 m Tiefe. Die Beisetzungen von rund 472 Individuen hatten um 1250 stattgefunden. Die Knochen wurden von traditionellen Häuptlingen erneut beigesetzt.

## Anerkennung als historische Stätte
Die Grabstätte wurde zum Friedhof erklärt und von der Provinz in Besitz genommen. 1961 erkannte Scarborough den Hügel als historische Stätte an. Zwei Informationstafeln erläutern seit 1966 ihre einstige Funktion und den Hergang der Entdeckung, bzw. bieten ein irokesisches Gebet; 1974 wurde der Hügel zur Historischen Stätte entsprechend dem Ontario Heritage Act erklärt. 1998 verbannte der Stadtrat Freizeitaktivitäten aus Respekt vor der Stätte.

## Einordnung
Die Stätte gehört der als Early Iroquian, also als frühe irokesische Zeit bezeichneten Phase an, die auf etwa 1000 bis 1300 datiert wird. Dieser Phase folgten Middle Iroquian (1300 bis 1330), dann die Middleport-Phase (1330 bis 1420) und schließlich Late Precontact (1420 bis 1534), wobei mit „Precontact“ die Phase vor der ersten Begegnung mit Europäern, in diesem Falle mit Champlain gemeint ist. Die früheste Irokesenphase, die von 500 bis 1000 datiert wird, trägt den Namen Princess Point und gehörte wohl eher einer nomadischen Jäger- und Sammlerlebensweise an, zu der aber schon der Anbau von Mais gehörte.
Im südlichen Ontario sind etwa 50 Irokesendörfer aus der Zeit vor 1534, dem Jahr der ersten Begegnung mit Champlain teilweise oder ganz ausgegraben worden. Allein im mittleren Süd-Ontario schätzt man die Zahl der Dörfer auf 750, bezieht man den Südwesten mit ein, kommt man auf die doppelte Zahl – dies obwohl allein die Ausdehnung Torontos zwischen 1951 und 1991 in der Metropolregion etwa 2500 archäologische Stätten mehr oder minder unwissentlich zerstört hat. Von diesen hätten vielleicht 650 eine Grabung gerechtfertigt.
Die hohe Zahl von Dörfern hängt damit zusammen, dass die Wyandot ihre Dörfer immer nur wenige Jahrzehnte lang bewohnten, und die verlassenen Stätten auch selten wieder besiedelten. Von den Irokesen nimmt man an, dass sie um 500 in die Region kamen, was sich durch die Kontinuität der Leitfunde bis in das 17. Jahrhundert belegen lässt. Sie drangen nicht weiter nach Norden vor, da sich ihre landwirtschaftliche, auf Mais und Bohnen basierende Lebensweise nicht mit den kälteren, von weniger frostfreien Tagen gekennzeichneten nördlicheren Gebieten vertrug.
Die große Zahl an Leichnamen, die man im Hügel entdeckte, erklärt sich daraus, dass in großen kultischen Totenfeiern die Verstorbenen gemeinsam beigesetzt wurden.